# Ante Pavelić
Ante Pavelić, född 14 juli 1889 i Bradina i Konjic i dagens Bosnien-Hercegovina (då en osmansk provins som administrerades av Österrike-Ungern), död 28 december 1959 i Madrid, Spanien, var en kroatisk politiker, diktator och grundare av den ultranationalistiska och fascistiska Ustaša-rörelsen. Pavelić och hans rörelse var delaktiga i Förintelsen och begick några av de grövsta människorättsbrotten i Europa under andra världskriget.

## Biografi

### Barndom och tidiga aktiviteter
Ante Pavelić föddes 1889 i byn Bradina i Hercegovina. Han växte upp och studerade till advokat. Under uppväxten lärde han känna regionens muslimska seder och fick influenser från både kroatiskt katolskt och muslimskt håll. Han blev politiskt aktiv som nationalist på högerkanten som ung vuxen. 1912 greps Pavelić misstänkt för det politiska mordet på Slavko Cuvaj.
År 1929 grundade Pavelić den extremistiska terroriströrelsen Ustaša som samarbetade med och stöttade den makedoniska organisationen VMRO som utförde mordet på Jugoslaviens kung Alexander I i Marseille i Frankrike den 9 oktober 1934. 
Pavelić tvingades i exil och uppehöll sig i Italien där han erhöll stöd från den italienske fascistdiktatorn Benito Mussolini. Mussolini såg samarbetet med Pavelić som en möjlighet att krossa Jugoslavien och erbjöd sig att träna Pavelićs Ustaša-medlemmar i fascistiska läger i städerna Brescia och Borgo Val di Taro i Italien.

### Diktator i Oberoende Staten Kroatien
Efter att axelmakterna invaderat Jugoslavien i april 1941 och Jugoslavien kapitulerat såg Pavelić sin chans. I radio sände han ut meddelanden från Italien till kroatiska soldater att göra myteri och att kämpa sida vid sida "mot serberna". Pavelić återvände år 1941 till Kroatien och utnämndes av Nazityskland med Mussolinis påtryckningar till "poglavnik" (riksföreståndare; titeln kan jämställas Nazitysklands führer) för den av Nazityskland upprättade Oberoende staten Kroatien (på serbokroatiska alltid förkortat "NDH"). Marionettstaten kom att existera 1941–1945 med Pavelić som första och enda poglavnik. Under hans styre infördes en katolsk klerikal och rasistisk fascism som såg hela det serbiska folket samt judarna som så kallade rasfiender. Pavelićs Ustasjaregim samarbetade dock med muslimer och islamistiska krafter i Bosnien som sågs som en integrerad del av NDH (och lät därmed bygga en moské i huvudstaden samt rekrytera flera islamiska Ustasjamedlemmar samt den bosniakiska Waffen-SS-divisionen Handschar) som såg gemensamma mål i förintelsen av serber och judar i regionen.
Pavelić lät, med inspiration från nazitysk modell, uppvärdera propagandans betydelse för regimen. I propagandafilmerna glorifierades Pavelić och NDH-staten, filmer propagerade även för vulgär antisemitisk och antiserbisk rasideologi, och de filmer som visade Ustasja i stridigheter mot partisaner och chetniks var inte sällan tydligt regisserade påhitt. Om Pavelićs regimpropaganda har det sagts att den saknade den finess och klass som de nazityska eller italienska produktionerna hade.
Pavelić träffade Adolf Hitler och Mussolini några gånger och det arrangerades flera officiella evenemang för att visa diktaturernas goda samarbeten, vilket också fungerade som inrikes propaganda om Kroatiens hängivna eller trogna roll hos axelmakterna. Vatikanens roll och inblandning i den katolska NDH-regimen har varit mycket omtalad, omdiskuterad och är fortsatt kontroversiell.
Som ledare för Ustaša deltog Pavelić i Förintelsen, då han beordrade systematiska massmord på judar och romer, men i synnerhet på serber. Den officiella, offentligt uttalade, planen för att utplåna det serbiska folket gick ut på att en tredjedel skulle mördas, en tredjedel skulle deporteras och en tredjedel skulle tvångskonverteras. Förutom regimens "rasliga fiender" massmördades olika sorters politiska motståndare (bland annat progressiva, oliktänkande eller socialistiska och sekulära kroater). De förtryckta fängslades och mördades på Pavelićs order. Slavarbete var vanligt förekommande, inte minst i kroatiska läger såsom förintelselägret Jasenovac, i vilka fångar som inte massmördades tvingades arbeta till döds av svält och konstant tortyr.[källa behövs]
Under Ante Pavelićs styre mördades omkring 500 000 – 700 000 serber och judar i läger, många hundratusentals fler (serber, judar och romer) torterades eller dödades på andra håll. Det är hittills den värsta enskilda episoden i Jugoslaviens historia. Yad Vashem Center menar att antalet offer var 600 000, i huvudsak serber. United States Holocaust Memorial Museum anger att antalet serbiska offer i Jasenovac uppgår till så många som 700 000.

### Efterkrigstida aktiviteter
I andra världskrigets slutskede lyckades Pavelić undkomma de återupprättade kommunistiska jugoslaviska myndigheterna. Pavelić lyckades (som ett flertal andra Ustasjamän) att fly när de antifascistiska partisanerna (ledda av motståndsledaren Josip Broz Tito) besegrade de tyskstödda kroatiska styrkorna och befriade Jugoslavien.
Pavelić dömdes i sin frånvaro till döden för massmorden och sin roll i Förintelsen. Han flydde först genom några europeiska länder genom att muta sig igenom västallierade zoner. Pavelićs regim hade systematiskt plundrat offer i folkmorden på guld, pengar och juveler, som med hjälp av schweiziska bankkonton gick direkt till Ustasjaförbrytarna. Han stannade ett tag i Italien där han fick hjälp och aktivt stöd av Vatikanen. 
Då Europa ansågs riskabelt flydde han vidare till Argentina 1948, likt flera andra fascistförbrytare (man misstänker att tiotusentals kroater som kollaborerade med nazisterna flydde dit). Pavelić satte upp en slags underjordisk exilregering för ett kommande tänkt Ustasjastyre med honom själv som ledare och den tidigare undersekreteraren tillika folkmördaren Vjekoslav Vrancić på andra plats. Pavelić hade god kontakt med andra krigsförbrytare på flykt och var del i efterkrigstidens Ustasjanätverk som med terrorism ämnade störta Titos Jugoslavien, dock bröt ett flertal med Pavelić och startade nya Ustasjagrupper.
Pavelić hade sonen Velimir, dottern Mirjana samt hustrun Marija och en äldre dotter med sig i exilen i Buenos Aires.
Pavelić avled slutligen i Madrid den 28 december 1959 i sviterna av skottskador efter ett mordförsök år 1957 iscensatt av den jugoslaviska underrättelsetjänsten UDBA. Han begravdes därefter på San Isidros kyrkogård (Cementerio de San Isidro) i Madrid.

## Övrigt
Ante Pavelić och hans hustru Marija Lovrenčević (1897–1984) fick tre barn: Velimir Pavelić, Višnja Pavelić (1922–2015) och Mirjana Pavelić Pšeničik. Sonen Velimir och äldsta dottern Višnja är avlidna. Višnja bodde merparten av sitt liv i Madrid i Spanien. Parets yngsta dotter Mirjana bor i Kanada. Båda döttrarna har/hade kroatiskt medborgarskap och den egendom i Zagreb som deras far ägde och som beslagtogs av kommunisterna efter andra världskriget har idag återlämnats till dem.